# بی‌ای‌ئی سیستمز آمپرسند
بی‌ای‌ئی سیستمز آمپرسند (به انگلیسی: BAE Systems Ampersand) یک هواگرد ساختِ کارخانهٔ بی‌ای‌ئی سیستمز در کشور بریتانیا است.